# Transmasz Mohylew
Transmasz Mohylew (biał. ФК «Трансмаш» Магілёў) – białoruski klub piłkarski z siedzibą w Mohylewiu.

## Historia
Chronologia nazw:
- 1988—1994: Sielmasz Mohylew (biał. «Сельмаш» (Магілёў))
- 1994—1998: Transmasz Mohylew (biał. «Трансмаш» (Магілёў))

Został założony w 1988 roku. W 1994 roku zmienił nazwę na Transmasz Mohylew - czyli nazwę zakładu, który reprezentował. W 1998 połączył się z innym klubem z Mohylewa, Dniaprem.